# Jatiluhur (Jatiasih)
Jatiluhur is een bestuurslaag in het regentschap Kota Bekasi van de provincie West-Java, Indonesië. Jatiluhur telt 23.156 inwoners (volkstelling 2010).